# 동래읍성도서관
동래읍성도서관은 부산광역시 동래구에 있는 도서관이다.

## 연혁
- 2015. 10. 29 도서관 신축 개관

## 시설 현황
- 2층: 종합자료실, 자유열람실
- 1층: 어린이자료실, 유아실, 수유실, 문화강좌실, 어린이강좌실
- 지하1층: 사무실, 북카페, 전산실, 보존서고, 회의실

## 이용 안내
이용 시간
- 어린이자료실: 평일 09:00~18:00, 주말 09:00~17:00
- 종합자료실: 평일 09:00~18:00, 주말 09:00~17:00
- 자유열람실: 매일 07:00~22:00(3월~10월), 매일 08:00~22:00(11월~2월)

휴관일
- 매주 월요일
- 「관공서의 공휴일에 관한 규정」이 정한 공휴일 (단, 일요일은 개관하나, 일요일이 공휴일과 겹치는 경우 휴관)
- 자료의 정리 점검 및 도서관의 시설 보수, 기타 관장이 필요하다고 인정할 시 임시 휴관